# 如何以言行事
如何以言行事（英語：How to do things with Words）是英国语言哲学家約翰·奧斯丁的著名作品，在奧斯丁去世后的1962年由其弟子根据其在1955哈佛大学的系列讲座集结出版。